# Les Montagnes du deuil
Les Montagnes du deuil (titre original : The Mountains of Mourning) est un roman court de Lois McMaster Bujold, publié en 1989, ayant reçu le prix Hugo du meilleur roman court 1990 et le prix Nebula du meilleur roman court 1989. Il a été inclus dans le recueil Les Frontières de l'infini, publié chez J'ai lu en français. Il fait partie de la Saga Vorkosigan dont il constitue le cinquième volet suivant l'ordre chronologique de l'univers de la Saga Vorkosigan.
Les éditions J'ai lu ont réédité l'ensemble des œuvres de la saga Vorkosigan en intégrale dans des traductions révisées. Le titre français du roman court Les Montagnes du deuil n'a pas changé à sa réédition en 2012.

## Résumé
Fraichement sorti de l'académie militaire impériale, Miles Vorkosigan est en congé en attendant son affectation, lorsque Harra Csurik vient porter plainte auprès du Comte Vorkosigan pour le meurtre de sa fille. Aral Vorkosigan envoie alors son fils pour être sa Voix (son représentant, parlant en son nom) dans cette affaire délicate, car touchant de près à plusieurs coutumes. En effet, l'infanticide pour mutation (Raina Csurik souffrait d'une légère malformation congénitale) est une pratique remontant aux premiers temps de Barrayar, et les nouvelles lois peinent à s'imposer dans l'arrière-pays. Outre la solution de l'énigme, Miles y trouvera une raison plus valable de servir Barrayar que le seul honneur de sa famille.

## Prix littéraires
- Prix Hugo du meilleur roman court 1990.

## Éditions
- The Mountains of Mourning, in Borders of Infinity, Baen Books, 1989  (ISBN 978-0671720933)
- Les Montagnes du deuil, dans Les Frontières de l'infini, J'ai lu, coll. « Science-fiction » no 5001, 1998, trad. Bernadette Emerich  (ISBN 2-290-05001-6)
- Les Montagnes du deuil, dans La Saga Vorkosigan : Intégrale - 2, J'ai lu, coll. « Nouveaux Millénaires », 2012, trad. Bernadette Emerich, Sandy Julien et Alfred Ramani  (ISBN 978-2290029213)